# Paragomphus lacustris
Paragomphus lacustris – gatunek ważki z rodziny gadziogłówkowatych (Gomphidae).